# Responsable du bonheur
 (juillet 2019).
Pour les articles homonymes, voir CHO.
Le responsable du bonheur (en anglais Chief Happiness Officer - CHO) est un professionnel, responsable des conditions de travail dans une logique d'améliorer le bien-être des salariés.

## Origine
Le concept a été créé par Chade-Meng Tan (en), un ingénieur américain, 107e salarié embauché par Google qui a changé de métier pour se concentrer sur le développement des personnes et leur bien-être. Il invente donc la fonction de « Jolly Good Fellow » qui se traduit par : super bon camarade. Il est aujourd’hui milliardaire et enseigne la méditation.
Le métier se développe dans la Silicon Valley dans les années 2000. En 2015, le métier commence à être mis sur le devant de la scène en France et fait immédiatement débat. Il a été créé en premier lieu dans les start-ups. 
Ce poste se déploie dans des types d'activités divers,, même si sa mise en place semble quelquefois un souci d’image plus que de réelle transformation managériale, et qu’un gros tiers des postes, en 2017, est  confié à des stagiaires, selon une étude Joblift.

## Contexte
Ces dernières années, un plus grand intérêt est montré en ce qui concerne les bienfaits du bonheur au travail,.
Quelques exemples de responsables du bonheur sont :
- l'Américain Tony Hsieh, cofondateur de Zappos, auteur de L'entreprise du bonheur (2011)[6] ;
- le Danois Alexander Kjerulf avec son ouvrage Happy Hour is 9 to 5 (2014)[6] ;
- Laurence Vanhée à travers son ouvrage Happy RH :le bonheur au travail (2013)[7] ;
- Arnaud Collery - "Mister Happiness" des éditions Larousse – à travers sa conférence TED "Chief Happiness Officer" (2015).

Les grandes entreprises internationales ont vu un intérêt à cette nouvelle fonction permettant de répondre à plusieurs problématiques telles que le décloisonnement, la motivation et l'engagement des salariés, la santé au travail, et finalement, outre l'impact sur l'image, une meilleure productivité espérée.

## Définition du métier
Le métier consiste à créer des conditions de bien-être pour les salariés en étant à leur écoute et en leur proposant des améliorations au quotidien[réf. souhaitée].
L’objectif est de mettre en œuvre une ambiance de travail positive, de veiller à ce que les salariés se retrouvent dans les meilleures conditions et qu’aucun obstacle ne puisse entraver leur travail[réf. souhaitée]. le responsable du bonheur doit aussi s’assurer d’intervenir sur la mise en place de nouveaux outils : aménagement d’horaires, de la mobilité c’est-à-dire permettre aux salariés de travailler à distance par du télétravail s’ils en ont besoin. Mais aussi sur l’optimisation du parcours individuel au sein de l’entreprise, mais aussi d’organiser des entretiens de motivation, de favoriser la cohésion d’équipe, et de permettre une mise à disposition de coaching. Il a aussi la fonction d’organiser des activités conviviales : par exemple des petits-déjeuners, des after work, des random lunch, des  ateliers de créativité, des concours internes... Il est à la fois un super-communicant maîtrisant l’événementiel et la médiation,.
Les entreprises s’y intéresseraient de plus en plus[citation nécessaire] : plus de la moitié des offres de poste de CHO sont émises par des startups, 28 % par des PME et 18 % par de grandes entreprises.
60 % des postes de Chief Happiness Officer sont en lien avec les postes d’Office Manager, d’assistant de direction voire aux services généraux, et les missions se limitent aux tâches administratives. Dans 23 % des cas, le poste est en lien avec les services marketing et communication et 17 % avec les ressources humaines.

## Dans la culture populaire
Dans le jeu de rôles Paranoïa (West End Games, 1984), les personnages se voient parfois sommés d'accomplir des tâches supplémentaires, les Fonctions obligatoires complémentaires (présentées pour la première fois dans le supplément Paranoïa aiguë publié en 1986). L'un d'entre eux est l'Officier garant du bonheur (Happiness Officer dans la version originale) qui se charge de faire en sorte que tous les clarificateurs en sa garde soient heureux. En effet, dans la dystopie présentée par le jeu, être heureux est une obligation et ne pas l'être est punissable par de lourdes peines. C'est pourquoi l'Officier garant du bonheur fera tout ce qui est possible pour que les citoyens dont il a la charge soient heureux, qu'il s'agisse de les faire chanter en chorale pour maintenir le moral ou d'en mettre certains sous de lourdes médications pour un bonheur artificiel mais obligatoire.